# Ischnothyreus subaculeatus
Ischnothyreus subaculeatus är en spindelart som beskrevs av Roewer 1938. Ischnothyreus subaculeatus ingår i släktet Ischnothyreus och familjen dansspindlar. Inga underarter finns listade i Catalogue of Life.